# 三股町立宮村小学校
三股町立宮村小学校（みまたちょうりつ みやむらしょうがっこう）は、宮崎県北諸県郡三股町大字宮村にある公立の小学校。三股町南部に位置している。

## 概要
歴史
明治初期に創立した小学校3校が1899年（明治22年）に統合されて開校。現校名となったのは1948年（昭和23年）。2024年（令和6年）に創立135周年を迎えた。
校章
1934年（昭和9年）制定。三本線と丸い笹竹を背景にして、中央に校名の頭文字である「宮」の文字を配している。
校歌
1934年（昭和9年）制定。作詞は宮里才蔵、作曲は福島節一による。歌詞は4番まであり、歌詞中に校名は登場しない。
通学区域
三股町のうち、「大鷺巣、高畑、寺柱、小鷺巣」。中学校区は三股町立三股中学校。

## 沿革
- 1875年（明治8年）1月 - 栄仁寺の堂宇を仮教室として「宮村小学校」が創立。
- 1882年（明治15年）8月 - 現在地に移転を完了。
- 1886年（明治19年）4月 - 小学校令施行により、簡易科（3年制）を設置の上、「簡易宮村小学校」と称する。
- 1889年（明治22年）5月1日 -  北諸県郡5村（宮、樺山、長田、餅原、蓼池）が合併の上、「三股村」が発足。
- 1890年（明治23年）5月 - 尋常科（4年制）を設置の上、「尋常宮村小学校」と改称。
- 1892年（明治25年）4月 - 「宮村尋常小学校」に改称。
- 1899年（明治32年）9月 - 初代校長に大峯兼幸が就任。
- 1902年（明治35年）5月10日 - 校舎を改築。5月10日を創立記念日に制定。
- 1907年（明治40年）2月 - 高等科（2年制）を併置[3]の上、「宮村尋常高等小学校」（尋常科4年・高等科2年）に改称。
- 1908年（明治41年）
  - 4月1日 - 改正小学校令により、尋常科（義務教育年限）が4年制から6年制に改められる。これにより、旧高等科1年を尋常科5年、旧高等科2年を尋常科6年に改める。これにより高等科が廃止され、「宮村尋常小学校」（尋常科6年・高等科なし）に改称。
  - 12月21日 - 統合により、「三股尋常高等小学校 宮村分教場」となる。分教場は尋常科のみ設置（6年制）。
- 1912年（明治45年）4月 -  「宮村尋常小学校」（6年制）として独立。
- 1934年（昭和9年）4月 - 校旗と校歌を制定。
- 1941年（昭和16年）4月1日 - 国民学校令施行により、「三股村宮村国民学校」（初等科6年・高等科なし）と改称。尋常科を初等科に改める。
- 1947年（昭和22年）4月1日 - 学制改革により、国民学校初等科は新制小学校「三股村立宮村小学校」に改組・改称。
- 1948年（昭和23年）5月2日 - 町制施行により、「三股町立宮村小学校」（現校名）に改称。
- 1952年（昭和27年）
  - 4月 - 校舎を増改築。校地を拡張。
  - 11月 - 気象観測台を設置。
- 1953年（昭和28年）2月- 正門を設置。校舎を増築。校地を拡張。
- 1954年（昭和29年）12月 - 裏門を設置。
- 1968年（昭和43年）3月 - プールが完成。
- 1969年（昭和44年）12月 - 体育館が完成。
- 1975年（昭和50年）11月 - 創立100周年記念式典を挙行。
- 1981年（昭和56年）2月 - 新校舎が完成。
- 1987年（昭和62年）7月 - 補助プールが完成。
- 1991年（平成3年）10月 - 運動会で大太鼓踊りを発表。
- 1993年（平成5年）3月 - パソコン機器を設置。
- 1997年（平成9年）4月 - 特別支援学級「たんぽぽ」を開設。
- 2002年（平成14年）1月 - 学校評議員会が発足。
- 2003年（平成15年）10月 - 秋季大運動会と宮村地区運動会を同日に開催。
- 2005年（平成17年）4月 - 特別支援学級を再開設。
- 2015年（平成27年）8月 - 理科室を改修。
- 2017年（平成29年）
  - 2月 - プールを改修。　
  - 7月 - ウガンダ共和国イシロギ小学校と国際交流を実施。
- 2021年（令和3年）3月 - パソコン室を教室に改築。
- 2022年（令和4年）5月 - 運動場を整備。

## 交通
最寄りの鉄道駅
- JR九州 日豊本線 「三股駅」

最寄りのバス停留所
- 宮崎交通バス 「宮村学校下」停留所

最寄りの幹線道路
- 宮崎県道12号都城東環状線
- 国道222号

## 周辺
- 三股町第三地区分館
- 宮村郵便局
- 一丁田公園
- 高畑川
- 萩原川

## 参考資料
- 「三股町史」（1961年（昭和36年）6月8日, 三股町役場）p.332～p.335